# Fråga Anders och Måns (poddradioprogram)
Fråga Anders och Måns är ett svenskt humoristiskt poddradioprogram där programledarna svarar på lyssnarfrågor. Podden utges av Acast sedan 2021 och leds av komikerparet Anders "Ankan" Johansson och Måns Nilsson och består av, förutom försök att svara på lyssnarnas frågor, ofta av humoristiska betraktelser och diskussioner. Själva uppger de att deras svar egentligen inte är fakta utan ett "diskussionsunderlag". Svaren på de ofta udda frågorna har de, genom egna efterforskningar, vanligtvis hittat på nätet från källor av varierande trovärdighet eller genom exempelvis telefonsamtal till experter eller andra "vanliga" människor som de anser kan besitta relevant kunskap.
Programmet är i princip en fortsättning på Sveriges Radios P1-podd "Så funkar det-podden" som hade samma koncept och utgavs 2017–2020. Så funkar det-podden var i sin tur en uppföljare på radioprogrammet "Så funkar det" som sändes i SR P3 2001–2003 och under sommaren 2017 i SR P1.